# Vægteren
|  | Denne artikel er oprettet af botten PalnaBot ud fra en ekstern database. Den kan derfor have sproglige fejl eller mangler. Denne skabelon kan fjernes efter kontrol af indholdet. |

Vægteren er en kortfilm fra 1995 instrueret af Christian Kirk Muff og Erik Mogensen efter manuskript af Christian Kirk Muff.

## Handling
En mareridtsagtig pixilation rundt i København. Hovedpersonen vågner hektisk og raser rundt i København. I diverse drømmesekvenser møder manden en engel, Ninn Hansen, De danske Landbrugsorganisationer m.m. Som kulmination på drømmen forsøger manden at kvæle sig selv